# Paul-Léon Jazet
Paul-Léon Jazet, né le 13 juin 1848 à Paris et mort le 23 mai 1918 à Fécamp, est un peintre français.

## Biographie
Paul-Léon Jazet, né le 13 juin 1848 à Paris, est élève de Félix-Joseph Barrias.
Il fait ses débuts au Salon de Paris en 1869, devenant membre de la société en 1886. 
Il illustra des ouvrages dont Pêcheur d'Islande (Léon Conquet, 1886) avec Gaston Manchon, et pour une édition de 1891 de La Confession d'un enfant du siècle de Musset, livrant 10 illustrations.
Paul-Léon Jazet meurt le 23 mai 1918 à Fécamp.

## Œuvres

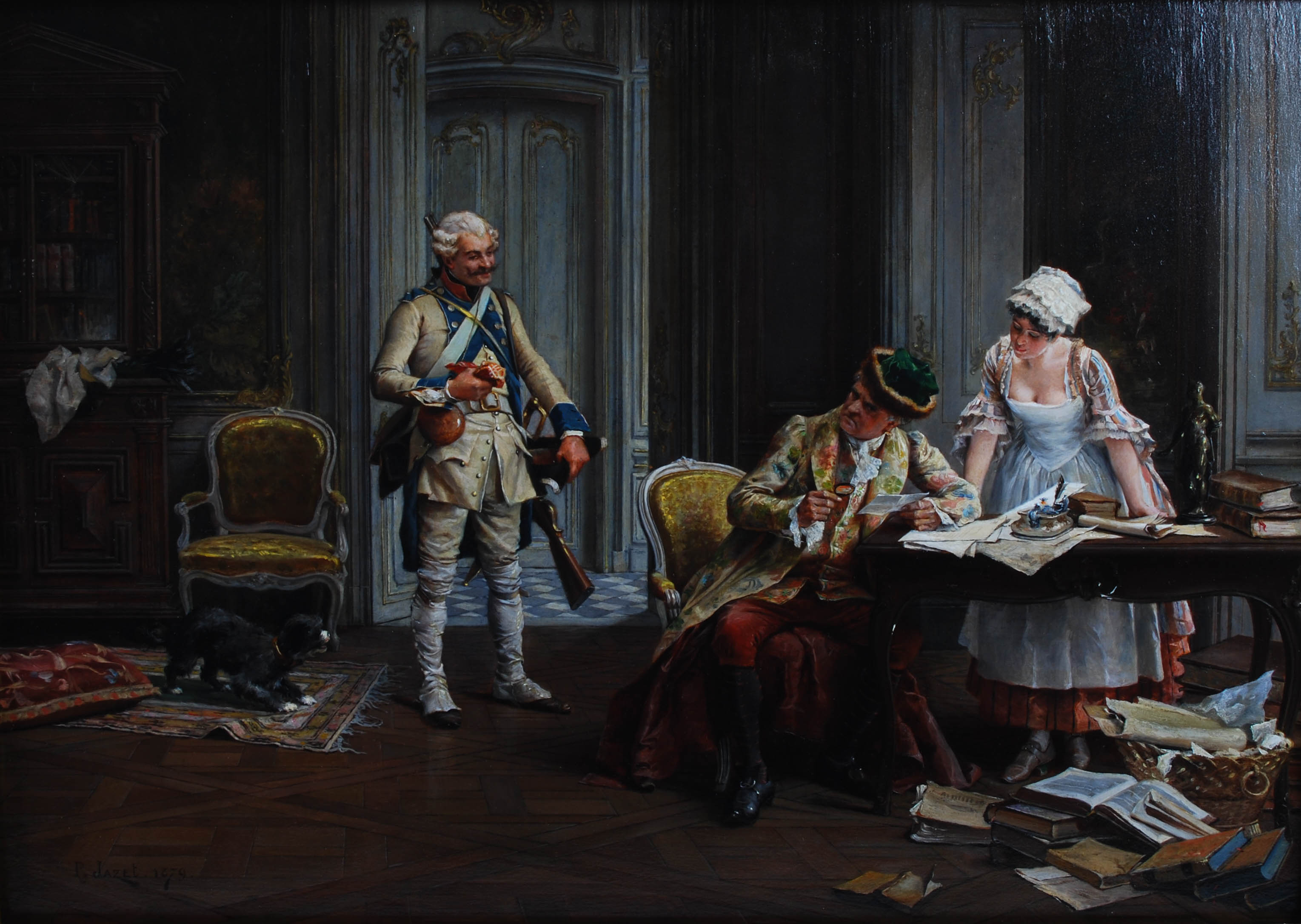
Le billet de logement, huile sur toile, 1879.

- Portrait de M. A. de B...[1]
- Un message[1]
- Avant la déclaration[1]
- Indiscrétion[1]
- Le repaire[1]
- Une affaire d'honneur[1]
- Francs-tireurs dans la forêt de Fontainebleau[1]
- Une fâcheuse aventure[1]
- Le bivouac[1]
- Jeux de princes[1]
- Après le baptême[1]
- Une mésalliance[1]
- Le fils unique[1]
- Le billet de logement[1]
- Le départ de l'escadron[1]